# Branchiosauridae
I branchiosauridi (Branchiosauridae) sono una famiglia di anfibi temnospondili estinti, appartenenti ai dissorofoidi. Vissero tra il Carbonifero superiore e il Triassico inferiore (circa 310 - 250 milioni di anni fa) e i loro resti fossili sono stati ritrovati in Europa, Asia e Nordamerica.

## Descrizione
Questi animali dovevano assomigliare molto alle odierne salamandre, i cui esemplari adulti erano nella grande maggioranza dei casi neotenici; erano dotati di branchie esterne, scheletri poco ossificati e, in generale, l'aspetto degli esemplari adulti era molto simile a quello dei giovani. Si distinguevano dagli affini micromelerpetonidi per una quantità di caratteristiche: al contrario delle larve dei micromelerpetonidi e di tutti gli altri temnospondili (e anche dei loro antenati pesci), i branchiosauridi possedevano sei file di branchiospine associate con l'apparato ioideo, anziché quattro. Invece di sorgere da sottili piastre ossee, queste branchiospine erano direttamente attaccate alle quattro paia di ceratobranchiali, con le punte che emergevano tra gli spazi, come i dentelli di una cerniera lampo. Queste branchiospine erano sottili e dotate di terminazioni multiple. L'osso palatino era caratterizzato da un processo prominente che si estendeva dal centro dell'osso verso l'esterno, ovvero verso l'osso mascellare. I branchiosauridi possedevano solitamente 21 o 22 vertebre presacrali, ma alcune forme derivate ne avevano di più. 
Sono noti solo pochissimi esemplari adulti non neotenici; solo una specie di branchiosauride (Apateon gracilis) andava incontro a una rapida metamorfosi dopo la quale l'adulto era adatto a uno stile di vita terrestre. Gli individui metamorfosati mostrano una rapida ossificazione delle ossa endocondrali della scatola cranica, del palatoquadrato e della cintura pettorale, tutti elementi che negli altri branchiosauri rimanevano cartilaginei durante lo sviluppo. Inoltre, l'apparato iobranchiale non si ossificava e i denticoli baranchiali andavano perduti. L'aspetto generale degli adulti era molto simile a quello degli anfibamidi come Amphibamus e Doleserpeton. 

### Ontogenesi
I branchiosauridi derivati mostrano una sequenza di ossificazione delle ossa del cranio molto particolare, ben descritta per le specie Apateon caducus e A. pedestris (Schoch, 2004). Le prime ossa a ossificarsi erano gli elementi dotati di denti di mascella e mandibola; ciò permetteva alle larve di usarli per nutrirsi di piccoli animali ma di mantenere un cranio molto flessibile per nutrirsi mediante suzione. Le ossa che formavano il principale asse del cranio si ossificavano in seguito, e solo alla fine si ossificavano le ossa che circondavano le orbite e quelle che formavano la parte posteriore del tetto cranico. In alcuni esemplari di Apateon di grandi dimensioni i denti marginali cambiavano: dall'essere molto sottili, essi divenivano elementi molto più robusti, con le corone ben separate dalla base (come nei denti pedicellati delle salamandre attuali).

## Classificazione
I branchiosauridi sono una famiglia appartenente ai dissorofoidi, un gruppo di anfibi tipicamente paleozoici solitamente di abitudini terrestri. In particolare, i branchiosauridi sembrerebbero essere stati affini agli anfibamidi, una famiglia di dissorofoidi di piccole dimensioni e dalle abitudini solo parzialmente terrestri, probabilmente vicini all'origine degli anfibi attuali. Affini ai branchiosauridi, ma forse solo superficialmente, erano i micromelerpetidi, anch'essi tipicamente neotenici.

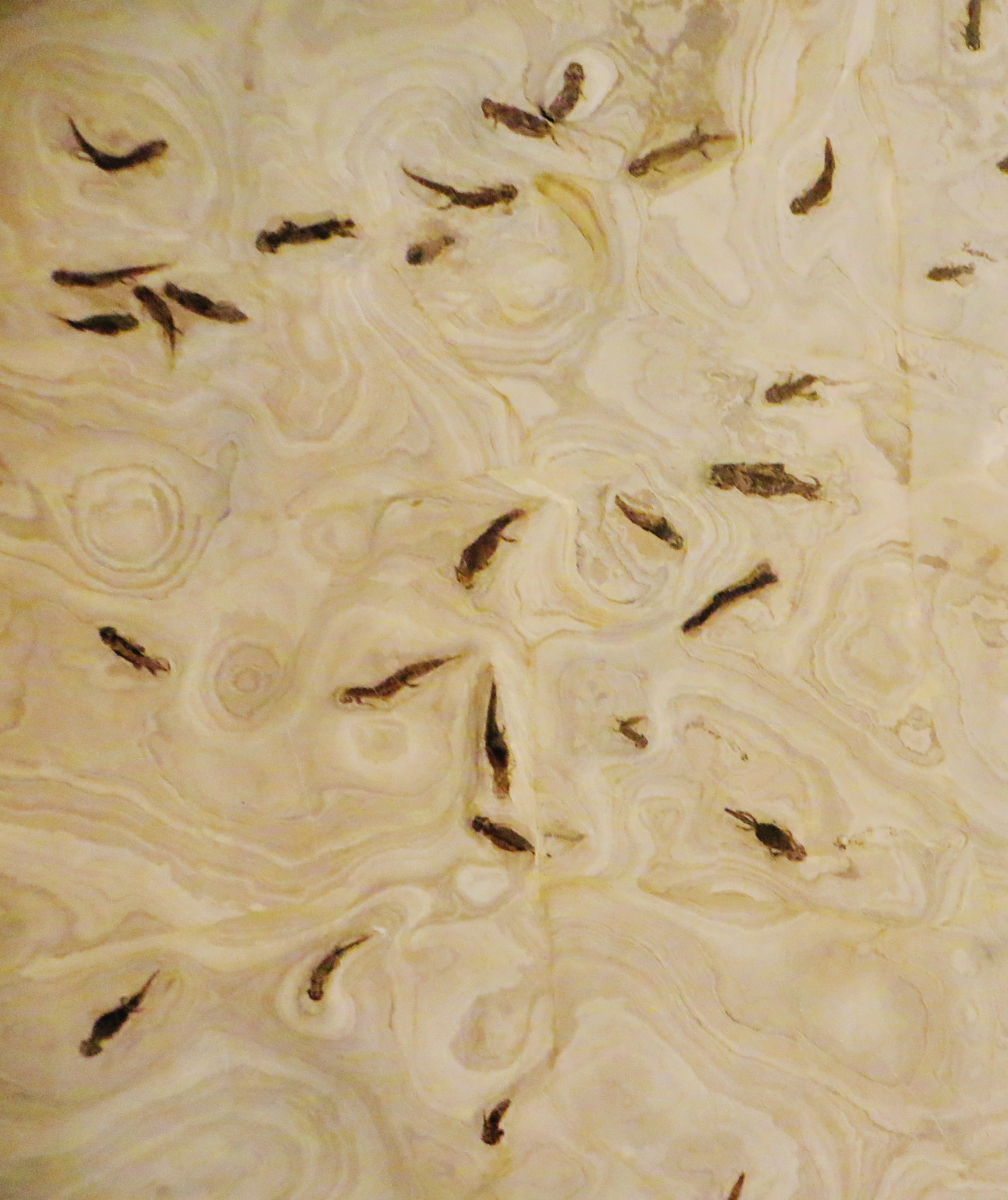
Fossili di Apateon pedestris

Il termine Branchiosauridae venne coniato da Antonin Fritsch nel 1883 per includere il genere Branchiosaurus, allora conosciuto per alcuni esemplari rinvenuti in Repubblica Ceca e risalenti al Carbonifero superiore, muniti di branchie esterne come alcune salamandre odierne. Per lungo tempo si pensò che questi animali costituissero un gruppo separato di anfibi arcaici, i Phyllospondyli ("vertebre a foglia", a causa della peculiare struttura delle vertebre). Successivamente Alfred Sherwood Romer (1939) indicò che questi animali potessero essere le forme larvali di altri anfibi paleozoici rinvenuti negli stessi depositi carboniferi. Revisioni più recenti operate principalmente da Jurgen Boy portarono alla conclusione che le forme note collettivamente come "branchiosauri" appartenevano in realtà a due famiglie distinte, i Branchiosauridae e i Micromelerpetidae, comprendenti quasi essenzialmente forme neoteniche, simili a larve, che passavano la loro intera vita in acqua (Boy, 1986). Le forme larvali di molti altri anfibi paleozoici sono state riconosciute, ma sono chiaramente distinguibili dai branchiosauridi.
La famiglia Branchiosauridae comprende vari generi di anfibi di piccole dimensioni, vissuti principalmente tra il Carbonifero superiore e il Permiano inferiore in Europa. Il genere più basale sembrerebbe essere il genere eponimo, Branchiosaurus. Altri branchiosauridi ben noti comprendono Apateon, molto specializzato, e un gruppo composto da Schoenfelderpeton, Leptorophus e Melanerpeton (Schoch e Milner, 2008). Tungussogyrinus della fine del Permiano o dell'inizio del Triassico potrebbe rappresentare un branchiosauride sopravvissuto, ed è posto in una sottofamiglia a sé stante (Tungussogyrininae; Werneburg, 2009).